# Aussicht

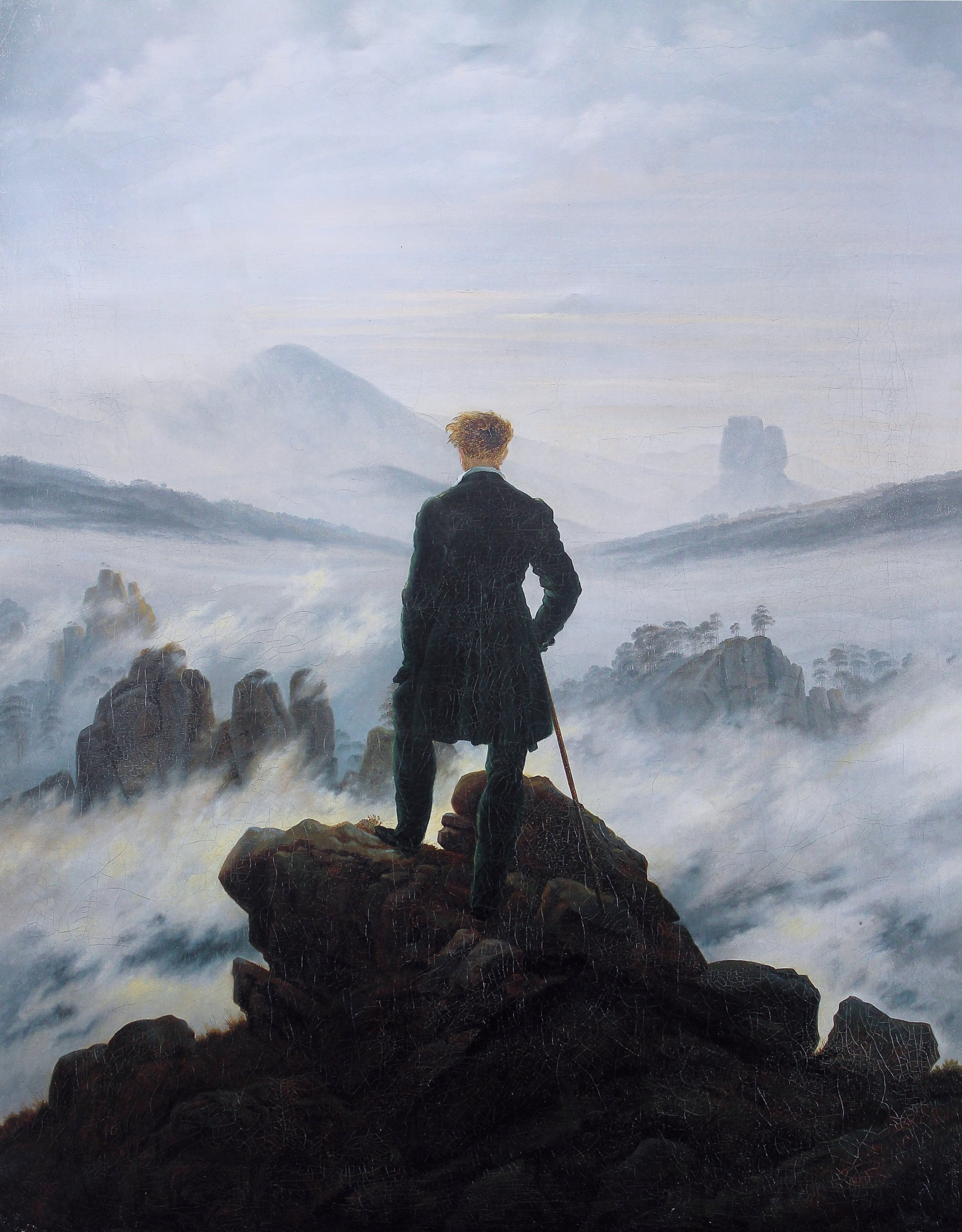
„Der Wanderer über dem Nebelmeer“ von Caspar David Friedrich

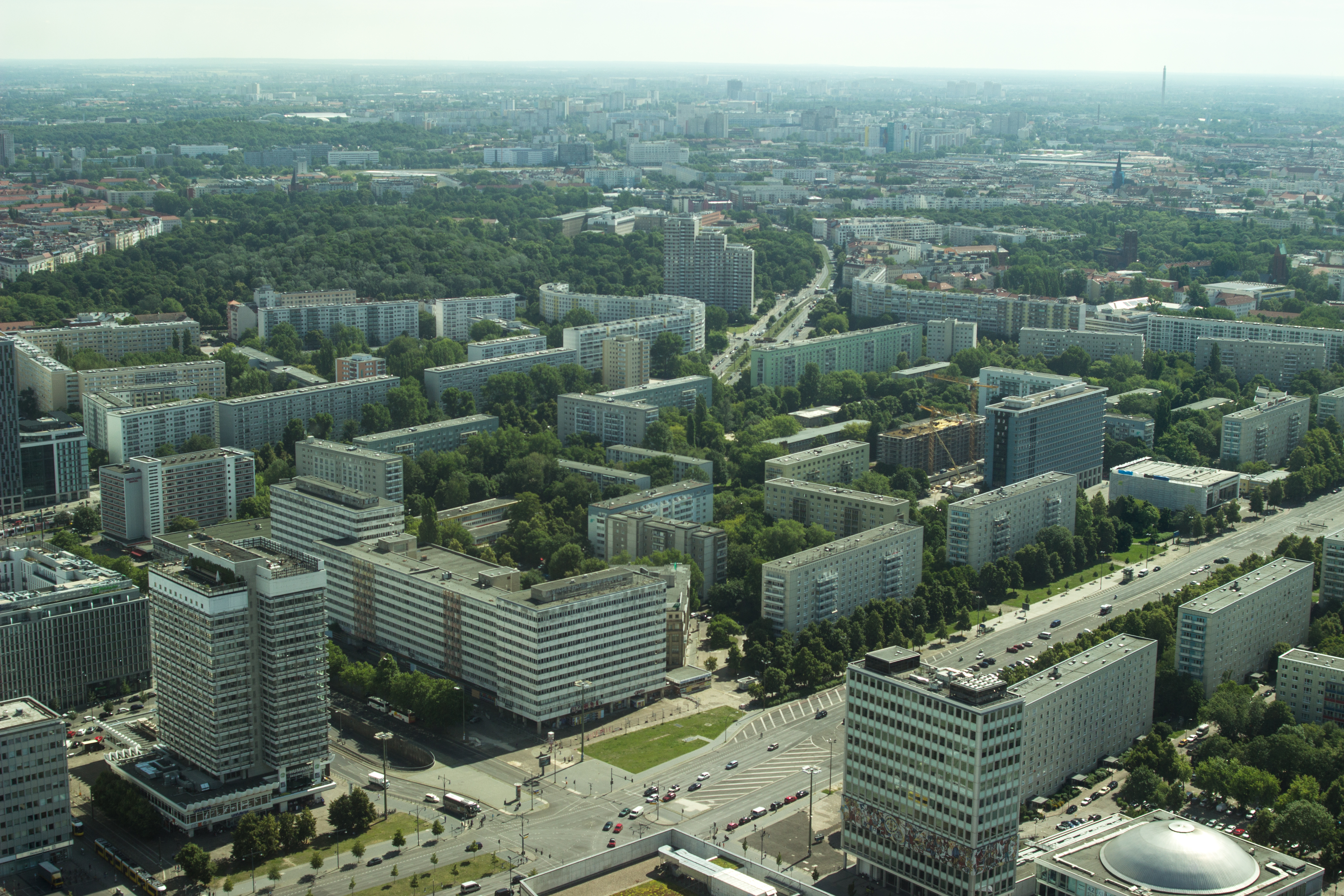
Beispiel: Aussicht aus dem Berliner Fernsehturm

Aussicht bezeichnet ursprünglich den „Blick nach draußen“, im übertragenen Sinn auch den „in die Zukunft“. Die Zusammensetzung wurde um 1700 in der Gartenkunst aus dem älteren Begriff der Sicht geprägt.
Die Beschäftigung mit der Aussicht als Blick auf und in die (ferne) Landschaft und deren Wahrnehmung war ein häufiges Motiv in Literatur und Malerei zur Zeit der deutschen Romantik. So verwendete beispielsweise Friedrich Hölderlin Aussicht im Titel mehrerer seiner Gedichte. Noch heute findet sich Aussicht in Komposita wie Aussichtspunkt, Aussichtsplattform oder Aussichtsturm.
Eine Zukunftsperspektive – die aussichtsreich oder aussichtslos sein kann – beziehungsweise deren Vorhersage wird heute auch als Prognose bezeichnet.